# 1400 в Україні

## Особи

### Народились
- Ян Бучацький (староста) (1400—1454) — шляхтич, урядник в Галичині.

## Засновані, зведені
- Баличі
- Великі Лучки
- Верчани
- Гонтівка
- Делятин
- Дібрівка (Менський район)
- Закомар'я
- Козляничі
- Турка
- Костел святого Станіслава (Щирець)